# Luksemburg na Mistrzostwach Europy w Lekkoatletyce 2016
Luksemburg na Mistrzostwach Europy w Lekkoatletyce 2016 – reprezentacja Luksemburga podczas Mistrzostw Europy w Amsterdamie liczyła 2 zawodników.

## Występy reprezentantów Luksemburga

### Mężczyźni

#### Konkurencje biegowe
| Zawodnik        | Konkurencja   | Eliminacje | Eliminacje | Półfinał | Półfinał | Finał    | Finał |
| Zawodnik        | Konkurencja   | Rezultat   | Poz.       | Rezultat | Poz.     | Rezultat | Poz.  |
| --------------- | ------------- | ---------- | ---------- | -------- | -------- | -------- | ----- |
| Charles Grethen | Bieg na 800 m | 1:47.39    | 5. q.      | 1:49.40  | 13.      | NQ       | NQ    |

#### Konkurencje techniczne
| Zawodnik     | Konkurencja    | Eliminacje | Eliminacje | Finał    | Finał   |
| Zawodnik     | Konkurencja    | Rezultat   | Pozycja    | Rezultat | Pozycja |
| ------------ | -------------- | ---------- | ---------- | -------- | ------- |
| Bob Bertemes | Pchnięcie kulą | 19.39      | 17..       | NQ       | NQ      |